# 布朗斯博羅 (阿拉巴馬州)
布朗斯博羅（英語：Brownsboro）是一個位於美國阿拉巴馬州麥迪遜縣的非建制地區。該地的面積和人口皆未知。

## 地理
布朗斯博羅的座標為34°44′57″N 86°26′35″W / 34.74917°N 86.44306°W，而該地的平均海拔高度為190米（即623英尺）。